# Sajjad Karim
Sajjad Haider Karim (født 11. juli 1970) er siden 2004 britisk medlem af Europa-Parlamentet, valgt for Konservative Parti (UK) (indgår i parlamentsgruppen ECR).